# Zelený růst

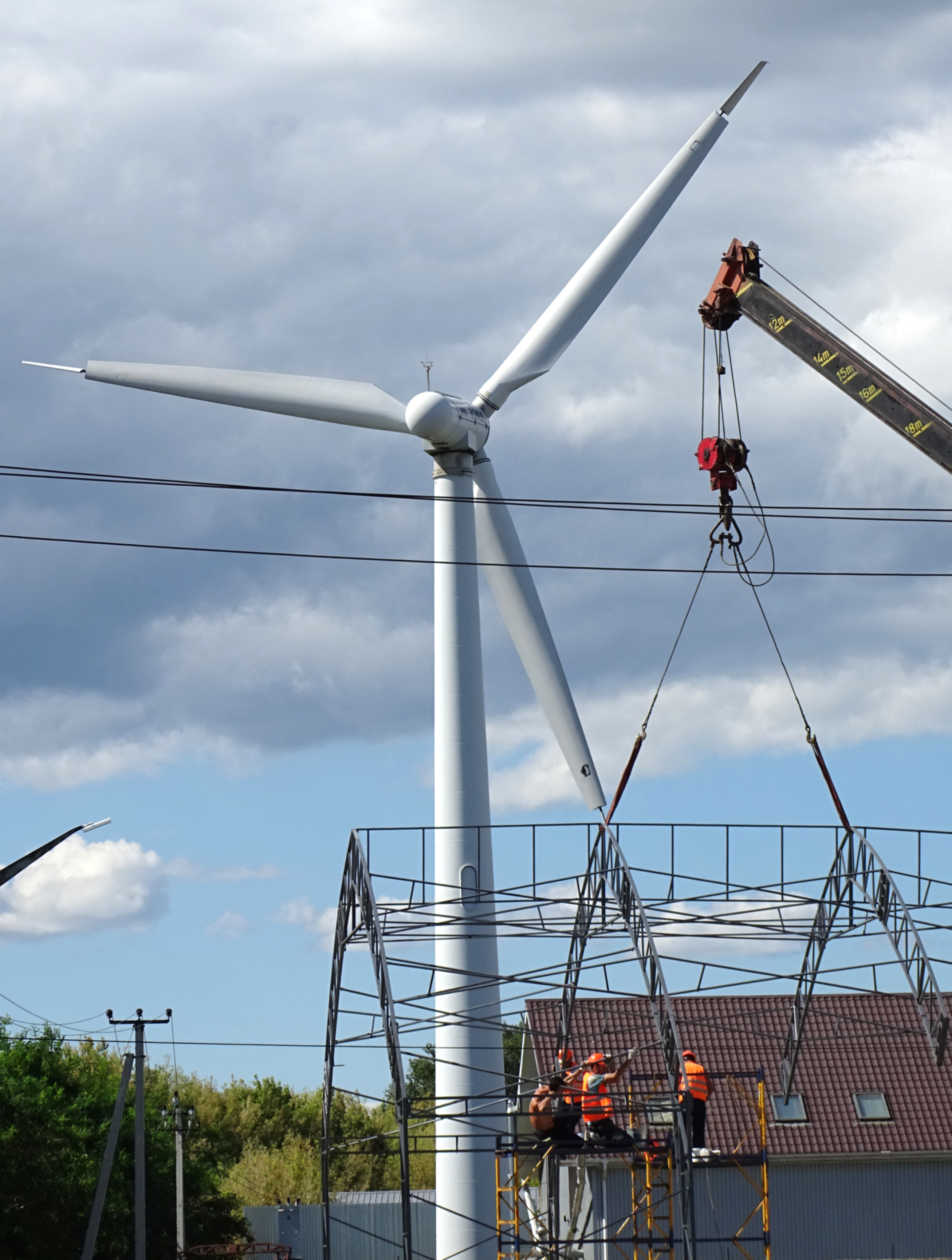
Větrná turbína s dělníky, Borispil, Ukrajina

Zelený růst je koncept v ekonomické teorii a tvorbě politik, který se používá k popisu cest hospodářského růstu, které jsou udržitelné z hlediska životního prostředí. Vychází z poznání, že dokud je ekonomický růst dominantním cílem, je nutné oddělit hospodářský růst od využívání zdrojů a nepříznivých dopadů na životní prostředí. Zelený růst jako takový úzce souvisí s pojmy zelená ekonomika a nízkouhlíkový nebo udržitelný rozvoj. Hlavní hnací silou zeleného růstu je přechod na udržitelné energetické systémy. Zastánci politik zeleného růstu tvrdí, že dobře prováděné zelené politiky mohou vytvořit příležitosti pro zaměstnanost v odvětvích, jako jsou obnovitelné zdroje energie, ekologické zemědělství nebo udržitelné lesnictví.
Několik zemí a mezinárodních organizací, jako je Organizace pro hospodářskou spolupráci a rozvoj (OECD), Světová banka a OSN, vypracovalo strategie zeleného růstu; jiné, jako například Globální institut zeleného růstu (GGGI), se této problematice věnují speciálně. Termín zelený růst se používá k popisu národních nebo mezinárodních strategií, například v rámci hospodářského oživení po recesi COVID-19, které je často formulováno jako zelené oživení.
Kritici zeleného růstu zdůrazňují, že přístupy k zelenému růstu plně nezohledňují základní změny ekonomických systémů, které jsou nutné k řešení klimatické krize, krize biologické rozmanitosti a dalšího zhoršování životního prostředí. Kritici místo toho poukazují na alternativní rámce pro ekonomickou změnu, jako je oběhové hospodářství, hospodářství v ustáleném stavu, nerůst, ekonomika koblihy a další.

## Terminologie
Zelený růst a související koncepty vycházejí ze zjištění, že hospodářský růst v posledních 250 letech probíhal z velké části na úkor životního prostředí, na němž jsou hospodářské činnosti závislé. Koncepce zeleného růstu předpokládá, že hospodářský růst a rozvoj mohou pokračovat, zatímco se snižují související negativní dopady na životní prostředí, včetně změny klimatu, nebo že přírodní prostředí nadále poskytuje ekosystémové služby, což znamená, že dochází k oddělení.
V souvislosti s decouplingem se rozlišuje mezi relativním a absolutním decouplingem: K relativnímu oddělení dochází tehdy, když tlak na životní prostředí stále roste, ale méně než hrubý domácí produkt (HDP). Při absolutním oddělení dochází k absolutnímu snížení využívání zdrojů nebo emisí, zatímco ekonomika roste.
Další rozlišení se provádí na základě toho, co se bere v úvahu: oddělení hospodářského růstu od využívání zdrojů (resource decoupling) nebo od tlaku na životní prostředí (impact decoupling), různé ukazatele hospodářského růstu a tlaku na životní prostředí (např. využívání zdrojů, emise, ztráta biologické rozmanitosti), pouze na domácí úrovni nebo také dopady v rámci globálního hodnotového řetězce, celé hospodářství nebo jednotlivá odvětví (např. energetika, zemědělství), dočasné vs. trvalé oddělení nebo oddělení za účelem dosažení určitých cílů (např. omezení globálního oteplování na 1,5 °C nebo udržení se v rámci planetárních meze).

## Historie
Zatímco souvisejícím konceptům zeleného růstu, zelené ekonomiky a nízkouhlíkového rozvoje se v posledních letech věnuje stále větší mezinárodní pozornost, debata o rostoucím zhoršování životního prostředí v souvislosti s hospodářským růstem se vede již několik desetiletí. Diskutovalo se o ní například ve zprávě Římského klubu Meze růstu z roku 1972 a odrážela se v rovnici I = PAT, která byla vyvinuta na počátku 70. let 20. století. Následné chápání potřeby udržitelného rozvoje bylo v centru pozornosti Zprávy Brundtlandové z roku 1987 i Konference OSN o životním prostředí a rozvoji (UNCED) neboli Summitu Země v Riu de Janeiru v roce 1992. Zpochybňována je Environmentální Kuznetsova křivka (EKC), která teoreticky tvrdí, že tlak na životní prostředí způsobený hospodářským růstem nejprve roste a poté se automaticky snižuje, částečně v důsledku terciarizace. K dalším vlivným vývojovým tendencím patří práce ekonomů Nicholase Sterna a Williama Nordhause, které předkládají argumenty pro integraci environmentálních zájmů do ekonomických aktivit: Sternova zpráva o ekonomice změny klimatu z roku 2006 posuzovala ekonomické náklady a rizika změny klimatu a dospěla k závěru, že „přínosy důrazných a včasných opatření daleko převyšují ekonomické náklady nečinnosti“.
Pojem „zelený růst“ pochází z asijsko-pacifického regionu a poprvé se objevil na páté ministerské konferenci o životním prostředí a rozvoji (MCED) v jihokorejském Soulu v roce 2005, kde byla založena síť Soulské iniciativy pro zelený růst. Od té doby se pozornost několika mezinárodních organizací zaměřila na zelený růst, částečně jako východisko z finanční krize v letech 2007–2008: Na žádost zemí zveřejnila OECD v roce 2011 strategii zeleného růstu a v roce 2012 Světová banka, UNEP, OECD a GGGI zahájily činnost znalostní Platformy pro zelený růst (GGKP).
Související pojmy zelený růst, zelená ekonomika a nízkouhlíkový rozvoj jsou někdy různými organizacemi používány odlišně, ale také zaměnitelně. Některé organizace do svých definic zahrnují také sociální aspekty.

## Zaměstnanost
Zpráva „Růst uvnitř: Vize oběhového hospodářství pro konkurenceschopnou Evropu“ předpovídá, že existuje mnoho příležitostí v oblasti recyklace, výroby výrobků s delší životností a nabídky služeb údržby od výrobce.
Podle Mezinárodní organizace práce by přechod na ekologičtější ekonomiku mohl do roku 2030 vytvořit celosvětově 24 milionů nových pracovních míst, pokud budou zavedeny správné politiky. Rovněž pokud by k přechodu na zelenou ekonomiku nedošlo, mohlo by do roku 2030 v důsledku tepelného stresu zaniknout 72 milionů pracovních míst na plný úvazek a zvýšení teploty by vedlo ke zkrácení dostupné pracovní doby, zejména v zemědělství.
Podle zprávy Zelené aliance pro rok 2020 jsou programy pro vytváření pracovních míst s nejlepším poměrem ceny a výkonu ve Spojeném království: modernizace budov a vytváření cyklostezek; následují elektrické trajekty, továrny na baterie a zalesňování; a že by tyto programy vytvořily více pracovních míst než navrhované programy výstavby silnic. Tvrdí také, že nové investice do obnovy přírody by mohly rychle vytvořit 10 000 nových pracovních míst.

## Metriky
Jednou z metrik běžně používaných k měření využívání zdrojů v ekonomikách je domácí spotřeba materiálu (DMC). Evropská unie například používá DMC k měření své produktivity zdrojů. Na základě této metriky se tvrdí, že některé vyspělé země dosáhly relativního nebo dokonce absolutního oddělení spotřeby materiálů od hospodářského růstu. DMC však nezohledňuje posun spotřeby zdrojů, který vyplývá z globálních dodavatelských řetězců, a proto je další navrhovanou metrikou materiálová stopa (MF). Cílem MF je zahrnout využívání zdrojů od začátku výrobního řetězce až po jeho konec, tedy od místa, kde se suroviny těží, až po místo, kde se výrobek nebo služba spotřebovává. Výzkumy založené na MF ukazují, že využívání zdrojů může v řadě zemí růst podobně jako HDP, jako je tomu například v případě EU-27 nebo členských zemí OECD.

## Zastánci a odpůrci
V České republice patří k hlavním stoupencům tradiční (neo)liberalistického modelu především bývalý prezident Václav Klaus a jeho spolupracovníci a názoroví stoupenci. Mezi jeho odpůrce, a tak protagonisty zeleného růstu a alternativních modelů pak například ekonom Tomáš Sedláček, Jan Keller, Vladimír Špidla a mnozí další. Ve světovém měřítku je pak jedním z hlavních průkopníků zeleného růstu ředitel direktorátu pro životní prostředí OECD Simon Upton..
| „             | Zelený růst je klíčovým organizačním principem pro země, které se pokoušejí obnovit ekonomický růst, vytvořit pracovní místa zajištění vysoké kvality života. | “ |
| — Simon Upton | |   |

Podle průzkumu v roce 2023, většina klimatických vědců nevěří v možnost zeleného růstu. Spíše půjde o nerůst.